# بائیموو
بائیموو (به لاتین: Baimovo) یک منطقهٔ مسکونی در روسیه است که در باشقیرستان واقع شده‌است.